# Cerastium nigrescens
Cerastium nigrescens — вид трав'янистих рослин родини гвоздичні (Caryophyllaceae). Етимологія: лат. nigrescens — «чорнуватий».

## Опис
Багаторічна трав'яниста щільно запушена рослина заввишки 5–10 см. Стебло висхідне, довгошерсте. Листки супротивні, безчерешкові; пластини широко еліптично-ланцетні, з цілими краями, з рідкими довгими волосками. Квітка: віночок білий, ≈ 1–2 см в ширину; пелюсток п'ять, 8–13 мм завдовжки, в 1.5–2 рази довші за чашолистки, неглибоко 2-лопатеві; чашолисток 5, еліптичні, з рідкими залозистими волосками; тичинок зазвичай 10. Плоди: циліндричні, практично прямі, 9–16 мм завдовжки капсули, які розщеплюються на 10 дольок.

## Поширення
Європа: Велика Британія, Фарерські острови, Фінляндія, Ісландія, Норвегія (вкл. Шпіцберген), Швеція. Населяє ділянки на сопках, таловодні луки, обриви, мілини.

## Галерея

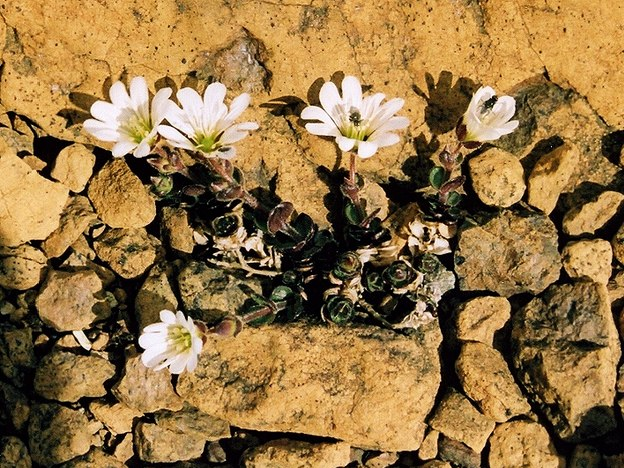
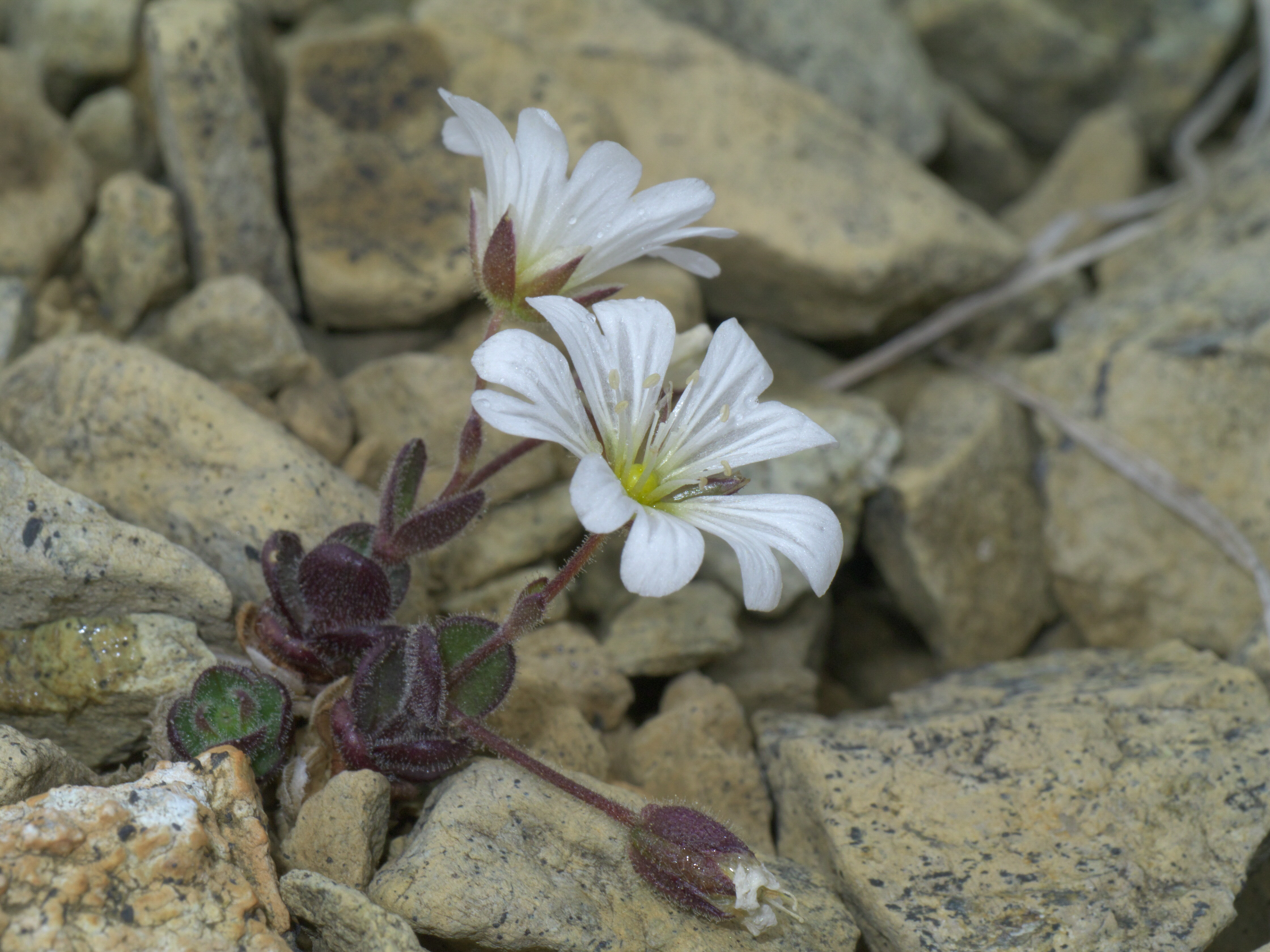